# Maria del Carme Girau
Maria del Carme Girau i Alonso (Simat de la Valldigna, Valencia, 5 de diciembre de 1940) es una cantante y compositora española conocida artísticamente como Maria del Carme Girau y que formó parte de la Nova Cançó hasta que, a finales de los años 60 dejó su actividad artística para continuar la carrera de farmacéutica. 

## Biografía
Originaria de la población de Simat de la Valldigna, Maria del Carme se integró en el grupo Els Setze Jutges en el año 1964, como "juez" número nueve, mientras estudiaba Farmacia en Barcelona, pero fue una voz efímera: con la separación de Els Setze Jutges, en el año 69 abandonó la "cançó" y se desligó definitivamente de los otros componentes del grupo al trasladarse a Madrid y Vigo. En 2007 le fue otorgada la Medalla de Honor del Parlamento de Cataluña como miembro de Els Setze Jutges.

## Discografía
El escritor Joan Fuster reconoció la calidad de Girau en una presentación de uno de sus discos, en 1966. Su producción discográfica fue de tres discos EP con cuatro temas cada uno, pero significativos por su aportación valenciana a la Nova Cançó.
- Maria del Carme Girau: Les cançons dels 3 EP (PM Produccions, 1998)

En 1998, el también cantautor valenciano Paco Muñoz publicó una reedición en CD de la discografía completa en su productora, distribuida por Actual Rècords. Las canciones que conformen su repertorio son:Bon amic, Plou... plou, Ben sols, Si fa sol, El camí, L'arbre sec, Que no, que sí, Insomni, Com una boira, Cançó de bressol, El testament d'Amèlia, L'hereu Riera, El rei mariner.
Las cuatro últimas son piezas populares también han sido interpretadas o grabadas por otros intérpretes como, por ejemplo, Al Tall (L'hereu Riera). A Maria del Carme Girau la han versionado Paco Muñoz y Lluís Miquel (L'arbre sec en su espectáculo Cançons de la Cançó) y Les Mãedéus (Plou, plou en un homenaje a Joan Pellicer).